# Lumière de la meilleure mise en scène
 (décembre 2021).
Le Lumière de la meilleure mise en scène, nommé Lumière du meilleur réalisateur jusqu'en 2019, est un prix attribué chaque année à un réalisateur ou une réalisatrice d'un film français sorti en France l’année précédente. Il est remis lors de la cérémonie des Lumières de la presse internationale, organisée par l'Académie des Lumières depuis 1996.

## Liste des lauréats

### Années 1990
- 1996 : Mathieu Kassovitz pour La Haine
- 1997 : Cédric Klapisch pour Un air de famille
- 1998 : Luc Besson pour Le Cinquième Élément
- 1999 : Érick Zonca pour La Vie rêvée des anges

### Années 2000
- 2000 : Luc Besson pour Jeanne d’Arc
- 2001 : Agnès Jaoui pour Le Goût des autres
- 2002 : Patrice Chéreau pour Intimité
- 2003 : François Ozon pour Huit Femmes
- 2004 : Alain Resnais pour Pas sur la bouche
- 2005 : Jean-Pierre Jeunet pour Un long dimanche de fiançailles
- 2006 : Philippe Garrel pour Les Amants réguliers
- 2007 : Pascale Ferran pour Lady Chatterley
  - Alain Resnais pour Cœurs
  - Claude Chabrol pour L'Ivresse du pouvoir
  - Guillaume Canet pour Ne le dis à personne
  - Bruno Dumont pour Flandres
- 2008 : Abdellatif Kechiche pour La Graine et le Mulet
  - André Téchiné pour Les Témoins
  - Olivier Dahan pour La Môme
  - Julian Schnabel pour Le Scaphandre et le Papillon
  - Alfred Lot pour La Chambre des morts
- 2009 : François Dupeyron pour Aide-toi, le ciel t'aidera
  - Arnaud Desplechin pour Un conte de Noël
  - Laurent Cantet pour Entre les murs
  - Jean-François Richet pour Mesrine: L'Instinct de mort et Mesrine: L'Ennemi public n° 1
  - Martin Provost pour Séraphine

### Années 2010
- 2010 : Jacques Audiard pour Un prophète
  - Bertrand Tavernier pour Dans la brume électrique
  - Anne Fontaine pour Coco avant Chanel
  - Philippe Lioret pour Welcome
  - Xavier Giannoli pour À l'origine
- 2011 : Roman Polanski pour The Ghost Writer
  - Mathieu Amalric pour Tournée
  - Olivier Assayas pour Carlos
  - Xavier Beauvois pour Des hommes et des dieux
  - Joann Sfar pour Gainsbourg, vie héroïque
- 2012 : Maïwenn pour Polisse
  - Bertrand Bonello pour L'Apollonide : Souvenirs de la maison close
  - Michel Hazanavicius pour The Artist
  - Aki Kaurismäki pour Le Havre
  - Pierre Schoeller pour L'Exercice de l'État
- 2013 : Jacques Audiard pour De rouille et d'os
  - Leos Carax pour Holy Motors
  - Michael Haneke pour Amour
  - Noémie Lvovsky pour Camille redouble
  - Cyril Mennegun pour Louise Wimmer
- 2014 : Abdellatif Kechiche pour La Vie d'Adèle
  - Gilles Bourdos Renoir
  - Albert Dupontel pour 9 mois ferme
  - Michel Gondry pour L'Écume des jours
  - Bertrand Tavernier pour Quai d'Orsay
  - Rebecca Zlotowski pour Grand Central
- 2015 : Abderrahmane Sissako pour Timbuktu
  - Lucas Belvaux pour Pas son genre
  - Bertrand Bonello pour Saint Laurent
  - Benoît Jacquot pour Trois Cœurs
  - Cédric Kahn pour Vie sauvage
  - Céline Sciamma	pour Bande de filles
- 2016 : Arnaud Desplechin pour Trois souvenirs de ma jeunesse
  - Jacques Audiard pour Dheepan
  - Catherine Corsini pour La Belle Saison
  - Philippe Garrel pour L'Ombre des femmes
  - Xavier Giannoli pour Marguerite
  - Maïwenn	pour Mon roi
- 2017 : Paul Verhoeven pour Elle
  - Bertrand Bonello pour Nocturama
  - Stéphane Brizé pour Une vie
  - Léa Fehner pour Les Ogres
  - Alain Guiraudie pour Rester vertical
  - Albert Serra pour La Mort de Louis XIV
- 2018 : Robin Campillo pour 120 battements par minute
  - Mathieu Amalric pour Barbara
  - Laurent Cantet pour L'Atelier
  - Philippe Garrel pour L'Amant d'un jour
  - Alain Gomis pour Félicité
  - Michel Hazanavicius pour Le Redoutable
- 2019 : Jacques Audiard pour Les Frères Sisters
  - Jeanne Herry pour Pupille
  - Xavier Legrand pour Jusqu'à la garde
  - Gaspar Noé pour Climax
  - Pierre Salvadori pour En liberté !

### Années 2020
- 2020 : Roman Polanski pour J'accuse
  - Jérémy Clapin pour J'ai perdu mon corps
  - Arnaud Desplechin pour Roubaix, une lumière
  - Ladj Ly pour Les Misérables
  - Céline Sciamma pour Portrait de la jeune fille en feu

- 2021 : Maïwenn pour ADN
  - Albert Dupontel pour Adieu les cons
  - Filippo Meneghetti pour Deux
  - Emmanuel Mouret pour Les Choses qu'on dit, les choses qu'on fait
  - François Ozon pour Été 85

- 2022 : Leos Carax pour Annette
  - Jacques Audiard pour Les Olympiades
  - Audrey Diwan pour L'Événement
  - Xavier Giannoli pour Illusions perdues
  - Arthur Harari pour Onoda, 10 000 nuits dans la jungle

- 2023 : Albert Serra pour Pacifiction : Tourment sur les Îles
  - Dominik Moll pour La Nuit du 12
  - Valeria Bruni-Tedeschi pour Les Amandiers
  - Gaspar Noé pour Vortex
  - Rebecca Zlotowski pour Les Enfants des autres

- 2024 : Thomas Cailley pour Le Règne animal
  - Catherine Breillat pour L'Été dernier
  - Clément Cogitore pour Goutte d'or
  - Cédric Kahn pour Le Procès Goldman
  - Justine Triet pour Anatomie d'une chute

- 2025 : Jacques Audiard pour Emilia Pérez
  - Matthieu Delaporte et Alexandre de La Patellière pour Le Comte de Monte-Cristo
  - Alain Guiraudie pour Miséricorde
  - Boris Lojkine pour L'Histoire de Souleymane
  - François Ozon pour Quand vient l'automne